# Tupolew TB-4
Die Tupolew TB-4 (russisch Туполев ТБ-4, Werksbezeichnung ANT-16 – АНТ-16) war ein schwerer Bomber des sowjetischen Konstrukteurs Andrei Tupolew in den 1930er Jahren.

## Geschichte
Sie entstand als Weiterentwicklung der viermotorigen TB-3, erhielt aber im Gegensatz zu dieser eine mit 422 m² wesentlich größere Flügelfläche (TB-3: 230 m²) sowie zwei zusätzliche AM-34-Motoren auf einem Stahlgerüst auf dem Rumpfrücken. Wie schon die TB-3 war auch die TB-4 als freitragender Tiefdecker in Ganzmetallbauweise konstruiert. Die Beplankung bestand aus Wellblech. Im Rumpf befanden sich zwei fünf Meter lange Bombenschächte, in denen bis zu 4000 kg Bomben befördert werden konnten. Das Heckradfahrwerk war starr und verfügte über zwei große Haupträder.
Die Konstruktionsarbeiten begannen im März 1930. Am 3. Juli 1933 startete die TB-4, gesteuert von Michail Gromow, zu ihrem Erstflug. Die Flugerprobung dauerte bis zum 2. September und wurde abwechselnd von den Piloten Rjasanow, Stefanowski und Njuchtikow absolviert. Am 29. September wurde die Zulassung erteilt. Im Verlaufe der Erprobung stellte sich jedoch heraus, dass die verwendeten Motoren trotz ihrer Anzahl für ein Flugzeug dieser Größenordnung zu schwach waren, und so wurde das Programm schließlich eingestellt. Die Maschine wurde 1937, zur Zivilflugzeug-Attrappe umgebaut, in dem Film „Die großen Schwingen“ (Большие крылья) verwendet.
Als Weiterentwicklung entstand ein Jahr später das damals größte Landflugzeug der Welt, die Tupolew ANT-20.

## Technische Daten

Dreiseitenriss

| Kenngröße               | Daten                                                            |
| ----------------------- | ---------------------------------------------------------------- |
| Besatzung               | 12                                                               |
| Länge                   | 32,00 m                                                          |
| Spannweite              | 54,00 m                                                          |
| Höhe                    | 11,73 m                                                          |
| Flügelfläche            | 422 m²                                                           |
| Flügelstreckung         | 6,9                                                              |
| Leermasse               | 21.400 kg                                                        |
| Zuladung                | 11.880 kg                                                        |
| Startmasse              | 33.280 kg                                                        |
| Flächenbelastung        | 78,8 kg/m²                                                       |
| Leistungsbelastung      | 7,4 kg/PS                                                        |
| Antrieb                 | sechs flüssigkeitsgekühlte 12-Zylinder-V-Motoren Mikulin AM-34R  |
| Startleistung           | je 830 PS (610 kW)                                               |
| Tankvolumen             | 4.950 kg                                                         |
| Höchstgeschwindigkeit   | 200 km/h in Bodennähe                                            |
| Landegeschwindigkeit    | 105 km/h                                                         |
| Dienstgipfelhöhe        | 2.750 m                                                          |
| Reichweite              | 1.450 km mit maximalem Tankvolumen 775 km mit maximaler Nutzlast |
| Start-/Landerollstrecke | 800 m/400 m                                                      |
| Bewaffnung              | vier 20-mm-MK, zehn 7,62-mm-MG und 4.000 kg Bombenlast           |